# پارادوکس دوقلوها

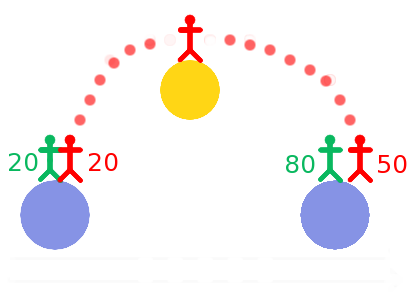
یک از برادران دوقلو در سن ۲۰ سالگی به فضا میرود و بعد از ۳۰ سال در سن ۵۰ سالگی به زمین بازمیگردد اما متوجه می شود برادر دوقلویش ۸۰ سال سن دارد که به معنای این است در زمین به جای ۳۰ سال ۶۰ سال گذشته است.

پارادوکس دوقلوها، ناسازنمای دوقلوها یا ناسازنمای ساعت‌ها به ناسازگاری ظاهری در اندازه‌گیری بازهٔ زمانی بین دو رویداد مشخص از دید دو ناظرِ درحال‌حرکت نسبت به هم گویند.

## صورت پارادوکس
فرض می‌کنیم الف و ب دو فرد دوقلوی همسانند که ساعت‌های یکسانی دارند. ب یک سفر فضایی را با سرعت بالا (نزدیک به سرعت نور) شروع می‌کند، در حالی که الف در خانه می‌ماند. الف به‌طور دائم ساعت ب را مشاهده می‌کند و می‌بیند که ساعت ب به علت اتساع زمان کند کار می‌کند. بالاخره ب به خانه بر می‌گردد. از آن جا که ساعت ب در این سفر کند کار کرده است، الف نتیجه می‌گیرد که ب در پایان این سفر از او جوان‌تر است ولی فرض کنید که بخواهیم این وضعیت را از دیدگاه ب مورد مطالعه قرار دهیم. از آن جا که اتساع زمان فقط به حرکت نسبی بستگی دارد، در طول این سفر ب می‌بیند که ساعت الف کند کار می‌کند و وقتی که سفر به پایان می‌رسد، ب نتیجه می‌گیرد که الف از او جوان‌تر است. بدیهی است که هر دو دوقلو نباید درست گفته باشند. آیا یکی از این دوقلوها حقیقتاً جوان‌تر است؟

## راه حل
نظریه نسبیت خاص فقط برای بررسی دستگاه‌های مرجع لخت (دارای سرعت ثابت) پایه‌ریزی شده است.
اگر در این سؤال هر دو برادر بدون شتاب، از هم دور شوند، این امکان وجود ندارد که دوباره یکدیگر را ملاقات کنند (با یکدیگر در یک مکان قرار بگیرند).
پس یکی از آن‌ها باید سرعتش را تغییر بدهد و شتاب داشته باشد.
شتاب داشتن نسبی نیست؛ یعنی هر کس نمی‌تواند ادعا کند که ساکن است و دیگری شتاب دارد. این فرق اساسی میان سرعت و شتاب، باعث می‌شود که نسبی بودن همه چیز در این مثال از بین برود.
بدین ترتیب، امکان بررسی این سؤال در نسبیت خاص نیست اما با توجه به تحلیل نسبیت عام، ساعت کسی که شتاب گرفته است، عقب می‌ماند؛ یعنی بازه زمانی کوتاه‌تری را احساس می‌کند و جوان‌تر می‌ماند.